# Nikolay Solodukhin
Nikolay Solodukhin –em russo, Николай Солодухин– (Paserkovo, URSS, 3 de janeiro de 1955) é um desportista soviético que competiu em judo.
Participou nos Jogos Olímpicos de Verão de 1980, obtendo uma medalha de ouro na categoria de –65 kg. Ganhou duas medalhas no Campeonato Mundial de Judo nos anos 1979 e 1983, e três medalhas no Campeonato Europeu de Judo entre os anos 1978 e 1983.

## Palmarés internacional
| Jogos Olímpicos    | Jogos Olímpicos            | Jogos Olímpicos   | Jogos Olímpicos |
| Ano                | Lugar                      | Medalha           | Categoria       |
| ------------------ | -------------------------- | ----------------- | --------------- |
| 1980               | Moscovo ( União Soviética) | Medalha de ouro   | –65 kg          |
| Campeonato Mundial |                            |                   |                 |
| Ano                | Lugar                      | Medalha           | Categoria       |
| 1979               | Paris ( França)            | Medalha de ouro   | –65 kg          |
| 1983               | Moscovo ( União Soviética) | Medalha de ouro   | –65 kg          |
| Campeonato Europeu |                            |                   |                 |
| Ano                | Lugar                      | Medalha           | Categoria       |
| 1978               | Helsinki ( Finlândia)      | Medalha de prata  | –65 kg          |
| 1979               | Bruxelas ( Bélgica)        | Medalha de ouro   | –65 kg          |
| 1983               | Paris ( França)            | Medalha de bronze | –65 kg          |